# Campanar de Giotto
El campanar de Giotto és la torre campanar de l'església Santa Maria del Fiore, catedral de Florència, situada a la plaça del Duomo.

## Història
La seva creació es remunta al segle xiii, data del començament de la construcció de la nova catedral dirigida per Arnolfo di Cambio. La seva posició és inhabitual, alineada amb el front de l'església, probablement a causa de la necessitat d'alliberar la zona posterior per a l'enorme cúpula prevista en el projecte d'Arnolfo di Cambio. Després de la mort d'Arnolfo el 1302, el pintor Giotto di Bondone reprèn la construcció el 1334 com a mestre paleta i s'ocupa primer de la construcció de la base de la torre. El seu projecte global (mai realitzat) d'una altura de 110-115 metres, preveia un cim piramidal d'aproximadament 30 metres d'altura. Mor el 1337, deixant l'obra per acabar i el seu nom a la torre. Andrea Pisano continua els treballs, però mor també durant l'epidèmia de pesta negra del 1348. La torre seria finalitzada per Francesco Talenti, que reprèn la construcció el 1349. Talenti li dona la seva forma actual definitiva resolent el problema d'equilibri de l'edifici amb pilastres que permeten grans obertures.

## L'edifici actual

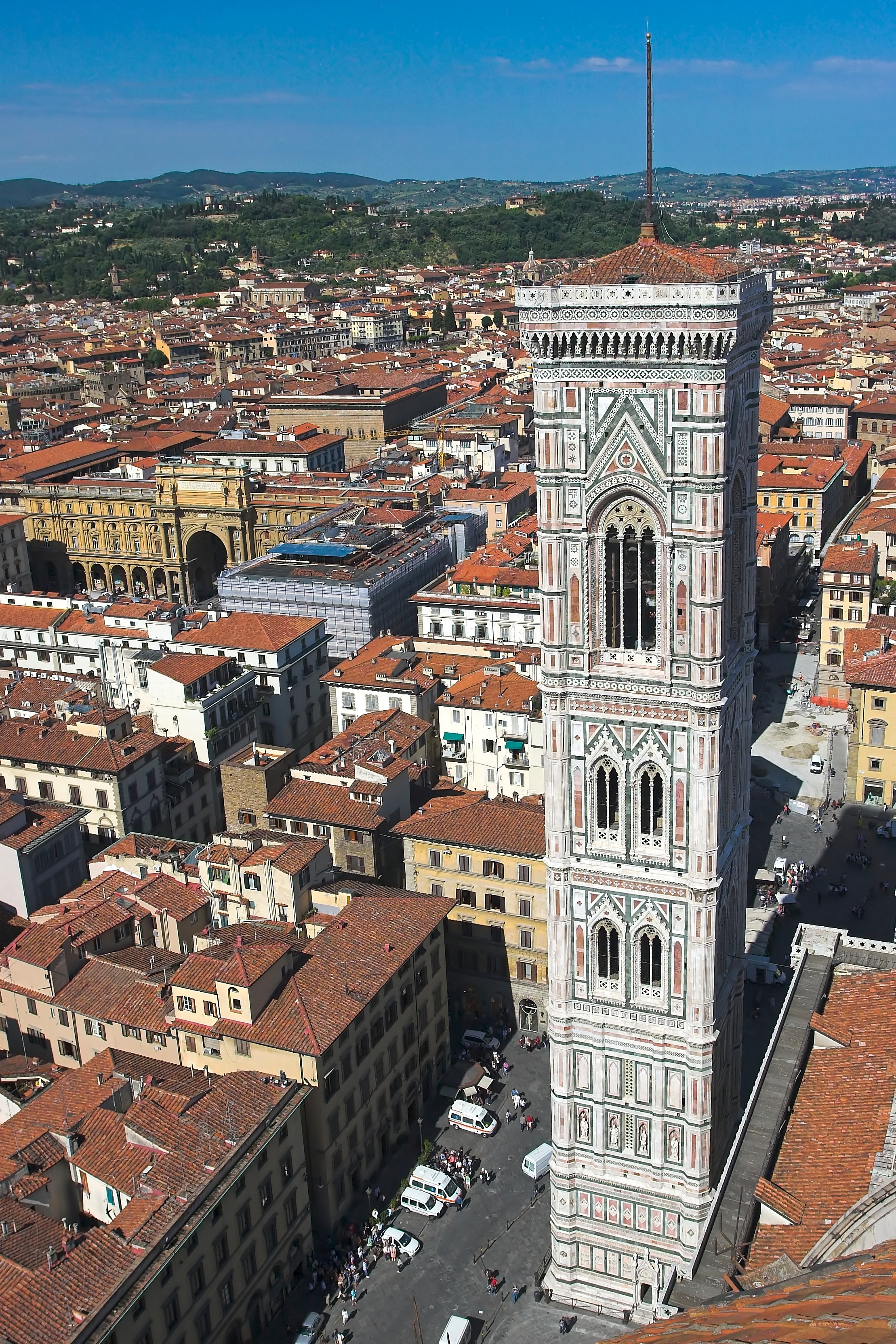
Vista del campanar des del "domo".

Amb una base quadrangular de 14,45 metres i una altura de 84,70 metres, està compost dels elements arquitectònics següents, per nivell:
- Una base decorada:
  - En el primer registre, amb medallons hexagonals que representen la Caiguda original i la Redempció pel treball.
  - En el segon, amb decoració de diamants que contenen figures simbòliques dels planetes, les virtuts, les arts liberals i els sagraments.
- Al segon nivell hi ha estàtues dels profetes i les sibil·les.
- Els últims tres nivells tenen obertures bessones.
- La terrassa del cim és accessible per una escala de 414 graons, cim que acaba amb un fals arc.

Els cinc nivells estan recoberts de marbres policromats com els de la catedral i els del baptisteri de Sant Joan; aquests marbres són principalment marbre blanc de Carrara, verd de Prato, rosa de Maremma i vermell de Siena.
Els baixos relleus i les escultures són còpies els originals de les quals es conserven al Museo dell'Opera del Duomo.

## Descripció per nivell

### La base

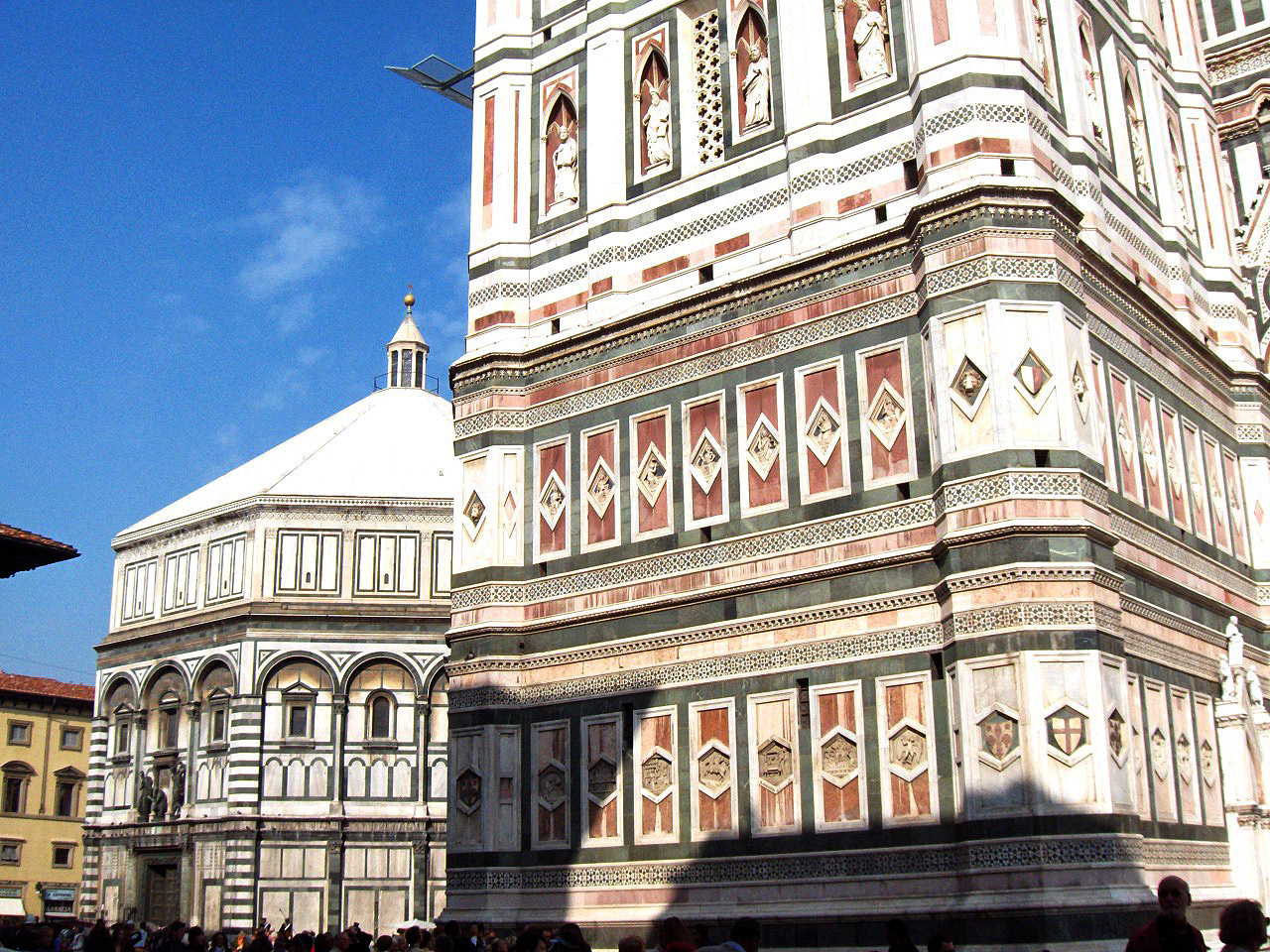
Hexàgons i diamants de la base

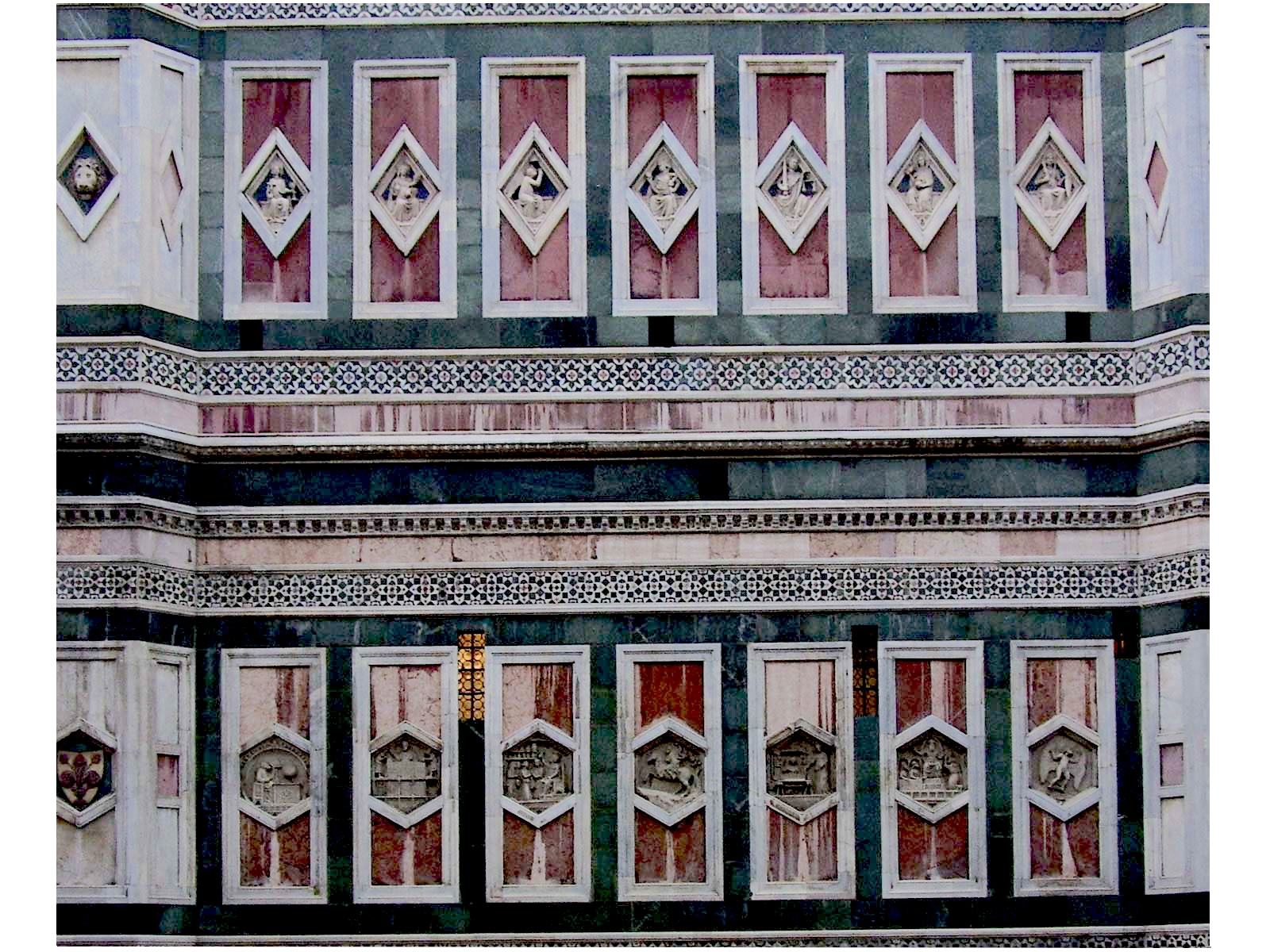
Detall de la base

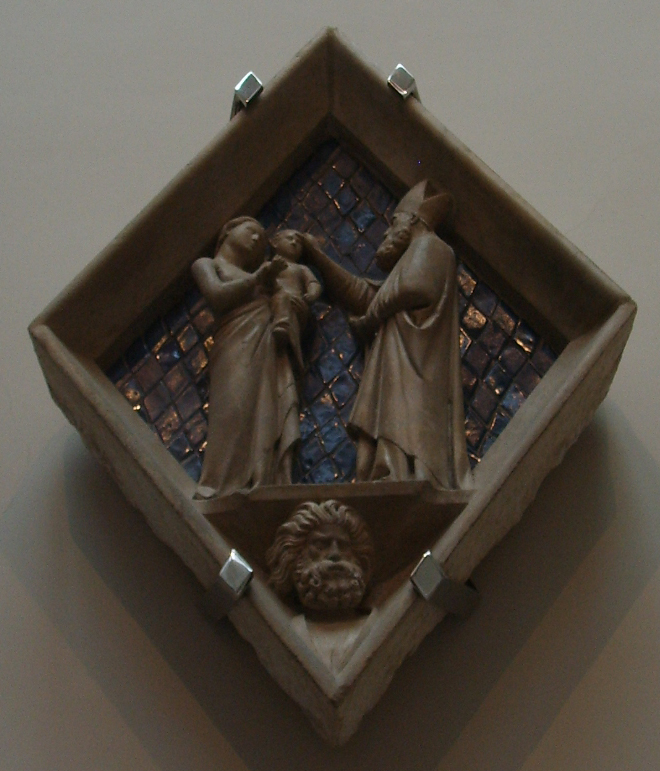
Diamant de la Confirmació de Maso di Banco.

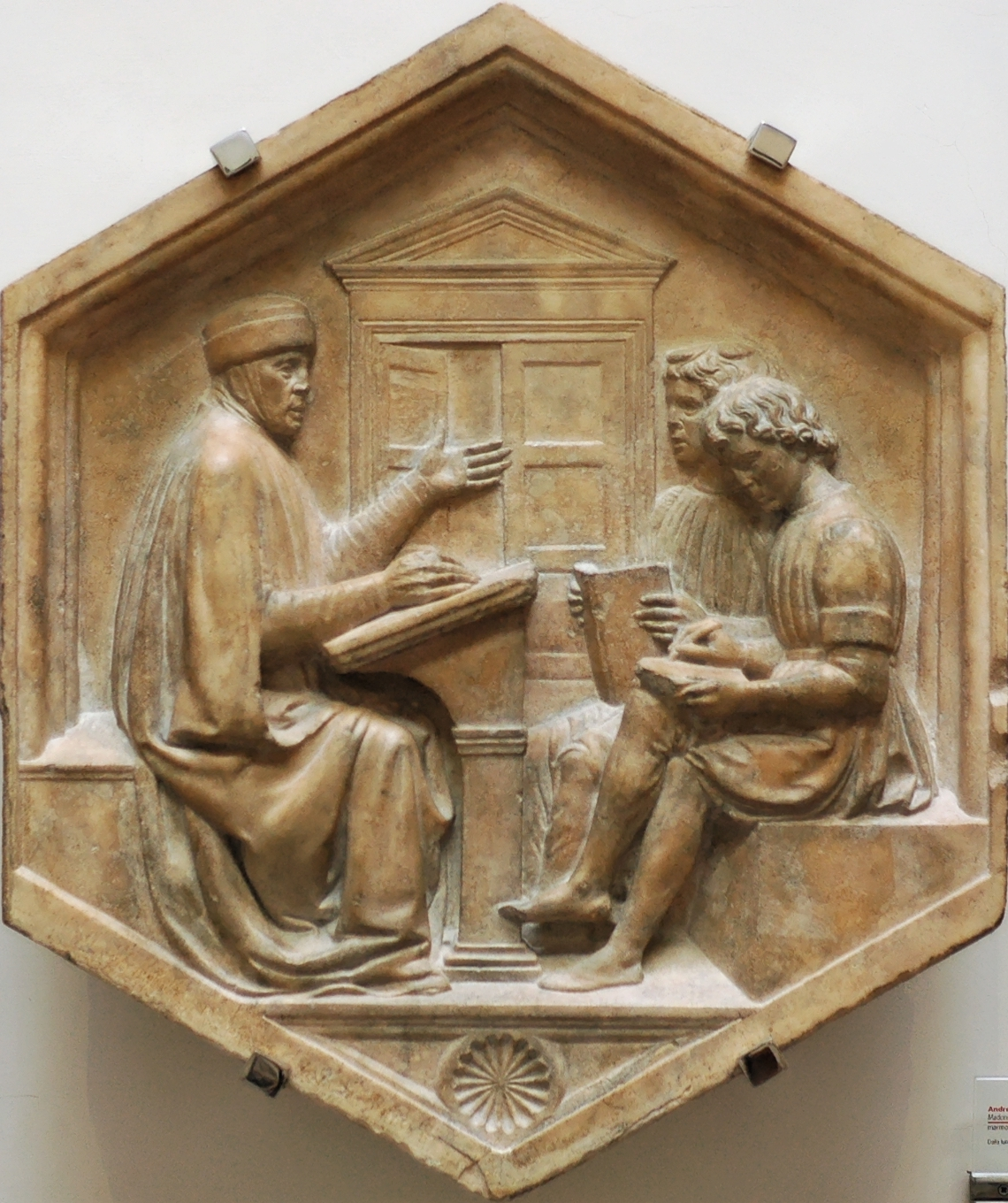
Priscien ou la grammaire, panell hexagonal de Lucca della Robbia

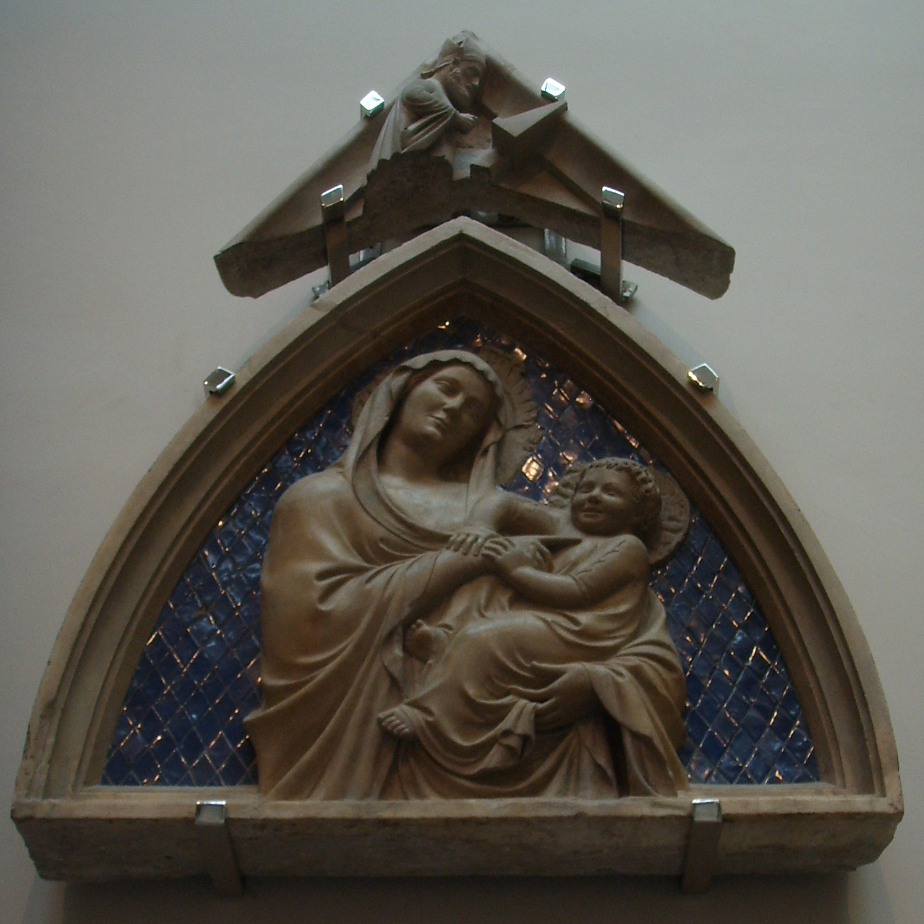
Madonna col Bambino de Pisano

Els baixos relleus hexagonals a baix i en diamant en el nivell superior són difícils d'atribuir ja sigui a Andrea Pisano, Lucca della Robbia o Giotto.

#### Cara oest
- 1. la Creació de l'home
- 2. la Creació de la dona
- 3. la Llei del treball
- 4. la Vida pastoral
- 5. la Música
- 6. la Metal·lúrgia
- 7. la Invenció del vi

Els diamants del nivell superior:
- Els set astres: Lluna, Mercuri, Venus, Sol, Mart, Júpiter, Saturn.

#### Cara sud
- 8. l'Astronomia
- 9. l'Arquitectura
- 10. l'Art del terrissaire
- 11. l'Art d'entrenar cavalls
- 12. l'Art del teixidor
- 13. la Promulgació de les lleis
- 14. l'Exploració de noves regions

Els diamants del nivell superior (del taller d'Andrea Pisano):
- Les Virtuts teologals: Fe, Esperança, Caritat.
- Les Virtuts cardinals: Prudència, Justícia, Temprança, Força.

#### Cara est
- 15. la Navegació
- 16. la Justícia social
- 17. l'Agricultura
- 18. el Comerç
- 19. la Geometria

Els diamants del nivell superior (del taller d'Andrea Pisano):
- Les Arts del discurs: Gramàtica, Dialèctica, Retòrica
- Les Arts del Quadrívium: Aritmètica, Música, Geometria i Astronomia.

#### Cara nord
- 20. l'Escultura
- 21. la Pintura

Els darrers cinc relleus són obra de Luca della Robbia:
- Eli Donat o Priscià (gramàtica)
- Plató i Aristòtil (retòrica i dialèctica o filosofia)
- Aríon o Orfeu (música)
- Euclides i Pitàgores (geometria i aritmètica)
- Claudi Ptolemeu (astronomia)

Els diamants del nivell superior:
- Els set sagraments: Baptisme, Confessió, Casament, Ordenació, Confirmació, Eucaristia, Extrema Unció (atribuïts a Alberto Arnoldi o a Maso di Banco)

En el timpà del portal: una Madonna col Bambino d'Andrea Pisano.

### Els nínxols amb arcs
En total n'hi ha setze, quatre per costat, rematats en el nivell superior per nínxols simulats buits.

#### Cara nord
- Sibil·la de Tíbur, Andrea Pisano
- David, Andrea Pisano
- Salomón, Andrea Pisano
- Sibil·la Eritrea, Andrea Pisano

#### Cara sud
- Profeta Moisès, Andrea Pisano o Maso di Banco
- Profeta, Andrea Pisano
- Profeta, Andrea Pisano o col·laborador
- Profeta, Andrea Pisano o Maso di Banco

#### Cara est
- Profeta barbut, Donatello
- Profeta, Nanni di Banco.
- El Sacrifici d'Isaac per Abraham de Donatello i Nanni di Bartolo.
- Profeta, anomenat el pensador, de Donatello